# Nazionale maschile di football americano degli Stati Uniti d'America
La nazionale di football americano degli Stati Uniti d'America (United States national American football team) è la selezione maggiore maschile di football americano di USA Football che rappresenta gli Stati Uniti d'America nelle varie competizioni ufficiali o amichevoli riservate a squadre nazionali.
Nel 2017 USA Football è stata espulsa dalla fazione parigina di IFAF (ma non da quella newyorkese) e al suo posto è stata ammessa la USFAF, che gestisce la selezione "USA Eagles". Pertanto per le competizioni gestite dalle due fazioni esistono due diverse nazionali con uguale grado di ufficialità fino a risoluzione della scissione in seno a IFAF.

## Risultati
Legenda: Grassetto: Risultato migliore, Corsivo: Mancate partecipazioni

## Dettaglio stagioni

### Amichevoli
| Stagione | Vin | Par | Per | Tot | PF  | PS | avversaria      |
| -------- | --- | --- | --- | --- | --- | -- | --------------- |
| 1985     | 1   | 0   | 0   | 1   | 28  | 0  | Francia         |
| 1990     | 1   | 0   | 0   | 1   | 22  | 12 | Brighton B-52's |
| 1995     | 1   | 0   | 0   | 1   | 47  | 12 | Irlanda         |
| 2006     | 1   | 0   | 0   | 1   | 15  | 3  | Farnham Knights |
| 2008     | 1   | 0   | 0   | 1   | 52  | 0  | Farnham Knights |
| Totale   | 5   | 0   | 0   | 5   | 164 | 27 |                 |

Fonte: americanfootballitalia.com

### Tornei

#### Mondiali
| Stagione | regular season | regular season | regular season | regular season | regular season | regular season | playoff | playoff | playoff | playoff | playoff | playoff   | playoff    |
|          | Vin            | Par            | Per            | Tot            | PF             | PS             | Vin     | Per     | Tot     | PF      | PS      | risultato | avversaria |
| -------- | -------------- | -------------- | -------------- | -------------- | -------------- | -------------- | ------- | ------- | ------- | ------- | ------- | --------- | ---------- |
| 2007     | 2              | 0              | 0              | 2              | 110            | 7              | 1       | 0       | 1       | 23      | 20      | Campioni  | Giappone   |
| 2011     | 3              | 0              | 0              | 3              | 126            | 14             | 1       | 0       | 1       | 50      | 7       | Campioni  | Canada     |
| 2015     | 3              | 0              | 0              | 3              | 155            | 24             | 1       | 0       | 1       | 59      | 12      | Campioni  | Giappone   |
| Totale   | 8              | 0              | 0              | 8              | 391            | 45             | 3       | 0       | 3       | 132     | 39      |           |            |

Fonte: americanfootballitalia.com

#### Giochi mondiali
| Stagione | regular season | regular season | regular season | regular season | regular season | regular season | playoff | playoff | playoff | playoff | playoff | playoff     | playoff    |
|          | Vin            | Par            | Per            | Tot            | PF             | PS             | Vin     | Per     | Tot     | PF      | PS      | risultato   | avversaria |
| -------- | -------------- | -------------- | -------------- | -------------- | -------------- | -------------- | ------- | ------- | ------- | ------- | ------- | ----------- | ---------- |
| 2017     | -              | -              | -              | -              | -              | -              | 1       | 1       | 2       | 27      | 21      | Terzo posto | Polonia    |
| Totale   | -              | -              | -              | -              | -              | -              | 1       | 1       | 2       | 27      | 21      |             |            |

Fonte: americanfootballitalia.com

#### Charity Bowl
| Stagione | regular season | regular season | regular season | regular season | regular season | regular season | playoff | playoff | playoff | playoff | playoff | playoff       | playoff        |
|          | Vin            | Par            | Per            | Tot            | PF             | PS             | Vin     | Per     | Tot     | PF      | PS      | risultato     | avversaria     |
| -------- | -------------- | -------------- | -------------- | -------------- | -------------- | -------------- | ------- | ------- | ------- | ------- | ------- | ------------- | -------------- |
| 2006     | -              | -              | -              | -              | -              | -              | 0       | 1       | 1       | 27      | 32      | Secondo posto | Vienna Vikings |
| Totale   | -              | -              | -              | -              | -              | -              | 0       | 1       | 1       | 27      | 32      |               |                |

Fonte: americanfootballitalia.com

### Riepilogo partite disputate
| Anno             | Luogo     | Evento            | Fase del torneo      | Incontro                                   | Risultato |
| 1985             | Fréjus    | Amichevole        |                      | Francia - Stati Uniti                      | 0 - 28    |
| 1990             | ?         | Amichevole        |                      | Brighton B-52's - Stati Uniti              | 12 - 22   |
| 1995             | ?         | Amichevole        |                      | Stati Uniti - Irlanda                      | 47 - 12   |
| 2006             | Las Vegas | Amichevole        |                      | Stati Uniti - Farnham Knights              | 15 - 3    |
| 2006             | Vienna    | Charity Bowl VIII |                      | Vienna Vikings - Stati Uniti               | 34 - 27   |
| 2007             | Kawasaki  | Mondiale          | Girone               | Corea del Sud - Stati Uniti                | 0 - 77    |
| 2007             | Kawasaki  | Mondiale          | Girone               | Stati Uniti - Germania                     | 33 - 7    |
| 2007             | Kawasaki  | Mondiale          | Finale               | Giappone - Stati Uniti                     | 20 - 23   |
| 2008             | Mesquite  | Amichevole        |                      | Stati Uniti - Farnham Knights              | 52 - 0    |
| 2011             | Innsbruck | Mondiale          | Girone               | Stati Uniti - Austria                      | 61 - 0    |
| 2011             | Innsbruck | Mondiale          | Girone               | Germania - Stati Uniti                     | 7 - 48    |
| 2011             | Innsbruck | Mondiale          | Girone               | Stati Uniti - Messico                      | 17 - 7    |
| 2011             | Innsbruck | Mondiale          | Finale               | Stati Uniti - Canada                       | 50 - 7    |
| 2015             | Canton    | Mondiale          | Prima fase           | Stati Uniti - Messico                      | 30 - 6    |
| 2015             | Canton    | Mondiale          | Prima fase           | Stati Uniti - Giappone                     | 43 - 18   |
| 2015             | Canton    | Mondiale          | Prima fase           | Francia - Stati Uniti                      | 0 - 82    |
| 2015             | Canton    | Mondiale          | Finale               | Stati Uniti - Giappone                     | 59 - 12   |
| 2017             | Breslavia | Giochi mondiali   | Semifinale           | Germania - Stati Uniti USFAF               | 14 - 13   |
| 2017             | Breslavia | Giochi mondiali   | Finale 3º - 4º posto | Polonia - Stati Uniti USFAF                | 7 - 14    |
| 12 dicembre 2020 | San José  | Pura Vida Bowl    |                      | Costa Rica CRFL - Stati Uniti Team America |           |

## Confronti con le altre Nazionali
Questi sono i saldi degli Stati Uniti nei confronti delle Nazionali incontrate.

### Saldo positivo
| Nazionale     | Giocate | Vinte | Pareggiate | Perse | PF  | PS | Ultima vittoria | Ultimo pari | Ultima sconfitta |
| ------------- | ------- | ----- | ---------- | ----- | --- | -- | --------------- | ----------- | ---------------- |
| Francia       | 2       | 2     | 0          | 0     | 110 | 0  | 2015            | -           | -                |
| Corea del Sud | 1       | 1     | 0          | 0     | 77  | 0  | 2011            | -           | -                |
| Giappone      | 3       | 3     | 0          | 0     | 125 | 50 | 2015            | -           | -                |
| Germania      | 3       | 2     | 0          | 1     | 94  | 28 | 2011            | -           | 2017             |
| Austria       | 1       | 1     | 0          | 0     | 61  | 0  | 2007            | -           | -                |
| Canada        | 1       | 1     | 0          | 0     | 50  | 7  | 2011            | -           | -                |
| Irlanda       | 1       | 1     | 0          | 0     | 47  | 12 | 1995            | -           | -                |
| Messico       | 2       | 2     | 0          | 0     | 47  | 13 | 2015            | -           | -                |
| Polonia       | 1       | 1     | 0          | 0     | 14  | 7  | 2017            | -           | -                |

## Roster storici
| Roster degli Stati Uniti - Mondiale 2007 |
| --- |
| Quarterback - 8 Adam Austin - 12 Jeff Ballard - 3 Rocky Pentello Running Back - 28 Doug Blakowski - 2 Cody Childs - Taylor Craig - 26 Kyle Kasperbauer - 5 Wendell Johnson Wide Receiver - 9 Steve Odom - Austin Flynn - 82 Jon Drenckhahn - 81 Greg Aker - 88 Bobby Awrey Tight End - 91 D'Monn Baker - 35 Brian Thompson Offensive Linemen - 65 Alex Atkins - 62 Marcel Burrough - 72 Rick Drushal - Darrin Johnson - 78 Kris King C - 77 David Livengood - 60 Chris Lundin - 66 Matt Padron - 58 Brad Poston Defensive Linemen - Michael Cobbins - 11 Dustin Dlouhy DE - 95 Ryan Kleppe - 97 Matt Ludeman - 40 Shawn Moorehead DE - 55 Chris Thorner DT - 50 Jeremy van Alstyne Linebacker - 43 Dan Adams - 54 Demetrius Eaton - 52 Adam Paulson - 37 Ryan Tully - 21 Brig Walker Defensive Back - 20 Manauris Arias - 33 Kenny Chicoine - 32 Jason Hoffschneider - 24 Diezeas Calbert CB - 25 Josh Kubiak - 14 Rob Rodriguez - 30 Steve Teeples - 6 Cary Wade Special Team - 4 Craig Coffin K Roster aggiornato al 15 gennaio 2025 Coaching staff HC John Mackovic · Coach Bob Berezowitz · Coach Richard Cundiff · Coach George Darlington · Coach Adam Dorrel · Coach Clayt Birmingham |

| Roster degli Stati Uniti - Mondiale 2011 |
| --- |
| Quarterback - 5 Matt Bassuener - 11 Micah Brown - 7 Cody Hawkins - 13 Ben McLaughlin Running Back - 40 Richie Brockel FB/TE - 37 Jason Haller - 32 Henry Harris - 1 Nate Kmic - 20 Taylor Malm - 25 Da'Shawn Thomas Wide Receiver - 81 Alex Anderson - 2 Ricardo Lenhart Tight End - 88 Michael Peterson Offensive Linemen - 67 Alex Alvarez - 78 Darius Henderson - 54 Brandon Jordan - 72 Frank Knights - 65 Josh Koeppel C - 70 Luke Summers - 77 Dane Wardenburg OT - 60 Cameron Zipp C Defensive Linemen - 91 Charles Bay DE - 51 Gerard Bryant - 99 Daniel Calvin DT - 55 Daniel Catalano DT - 93 Wacey Coleman - 92 Johnny Dingle DT - 98 Tyler Roach - 75 Nick Rossi DL/OL Linebacker - 42 Demetrius Eaton - 43 Terrence Jackson - 56 John Jacobs - 23 Osayi Osunde - 44 Zach Watkins Defensive Back - 30 Maurice Banks S - 10 Myles Burnsides S - 29 Diezeas Calbert CB - 18 Tommy Connors S - 27 Jeff Franklin - 21 Jordan Lake S - 12 DeWayne Lewis CB - 33 Joe Sturdivant S - 24 Daniel Tromello - 24 Stephan Virgil CB Special Team - 17 Gregg Berkshire K/P Roster aggiornato al 17 maggio 2011 Coaching staff HC Mel Tjeerdsma · OC Larry Kehres · DC Lou Tepper · DB Steve Bernstein · DB Derrick Williams · DL Matt Webb · OL Erik Raeburn · RB Mickey Joseph · WR Adam Austin · TE Jordan Brown |

| Roster degli Stati Uniti - Mondiale 2015 |
| --- |
| Quarterback - 11 Kevin Burke - 3 Dylan Favre Running Back - 6 Sadale Foster - 27 Nick Griffin - 4 Talir Satterfield-Rowe - 28 Aaron Wimberly Wide Receiver - 5 Drew Banks - 81 Kevin Cummings - 18 Andy Erickson - 83 Quillan Mathis - 88 Luc Meacham - 87 Brad Smithey - 13 Trent Steelman Tight End - 84 Ernst Brun Jr. - 86 Carrington Hanna Offensive Linemen - 79 James Atoe - 67 Mike Criste - 71 Jeremy Galten - 70 Randall Harris - 61 Alex Land - 74 Manrey Saint-Amour - 76 Charlie Tuttle - 73 Zack Williams Defensive Linemen - 55 Chris Alvarez - 91 Willie Mobley - 36 Jack Sherlock - 77 Bryan Wick Linebacker - 44 Byron Beatty Jr. - 34 Alex Gross - 7 David Guthrie - 50 Steven Kurfehs - 92 Alec May - 58 Matt Oh - 35 Scott Thompson - 40 Derrick Webb - 46 Talib Wise Defensive Back - 8 Calvin Burnett Jr. - 1 Bryan Douglas - 42 Lucky Dozier - 6 Mike Edwards CB - 41 T.L. Edwards - 22 Curtis Slater - 30 Cliff Stokes - 20 Robert Virgil Special Team - 32 Dan Zeidman Roster aggiornato al 13 febbraio 2025 Coaching staff HC Dan Hawkins · OC/OL Paul Wulff · DC Robert Tucker · QB Cody Hawkins · RB Darian Hagan · WR Dan Morrison · DL Jerry Brady · LB Isaiah Jackson · DB Matt White |

| Roster degli Stati Uniti - Giochi mondiali 2017 |
| --- |
| Quarterback - 4 Dustin Hawke Willingham - 11 Mike van Deripe - 17 Preston Rabb Running Back - 22 Triston McCathern - 24 Joe Bergeron Wide Receiver - 3 Cam Countryman - 6 Terry Gaitor III - 10 Tyrell Blanks - 12 Mario Brown - 18 Anthony Benson - 80 Nick Sweet Tight End - 19 Brett Perkins Offensive Linemen - 60 Randall Jackson-Clemons - 70 Dante Cattaneo - 71 Eric Janeau - 72 Zakkary Packard - 74 Giuliano Cattaneo Defensive Linemen - 15 Taylor Palmer - 28 Ryan Seaberg - 52 John van Vliet - 53 Jebrai Reagan - 99 Archie Zaniewski Linebacker - 2 Oscar Vazquez-Dyer - 5 Demetrius Eaton - 25 Gary Stevenson - 40 Nick Reyna - 42 Zachary Blair - 44 Patrick Fitzgerald Defensive Back - 1 Deanté Battle - 7 Davarus Shores - 9 Lamar Hall - 13 Austin Jones - 14 Cody Smith - 16 TJ Richardson - 26 Billy Carlile Special Team - 27 John Moorhead Roster aggiornato al 19 febbraio 2025 Coaching staff HC Rudy Wyland · OL Edward Winston · DC Kevin Booker · ST Ethan Buford · RB Mark Brobeck · WR JC Hardy · DB Gavin Campbell |